# Kekulés Corona-Kompass
Kekulés Corona-Kompass war ein Podcast des Mitteldeutschen Rundfunks zum Thema COVID-19-Pandemie, der vom 16. März 2020 bis zum 21. Dezember 2023 von MDR Aktuell ausgestrahlt wurde.

## Inhalt
Alexander S. Kekulé, Inhaber des Lehrstuhls für Medizinische Mikrobiologie und Virologie der Martin-Luther-Universität Halle-Wittenberg und Direktor des Instituts für Medizinische Mikrobiologie des Universitätsklinikums Halle (Saale), beantwortet bezüglich der COVID-19-Pandemie per Telefon oder E-Mail gestellte Fragen von Bürgern, erläutert wissenschaftliche Hintergründe und gibt Einschätzungen zu politischen Maßnahmen ab. MDR-Aktuell-Moderatoren führen durch die Sendungen. Die Folgen haben unterschiedliche Längen, die in der Regel zwischen 30 und 60 Minuten liegen. Samstags wird ein Format mit einer Länge von etwa 20 Minuten ausgestrahlt, in dem ausschließlich Bürgerfragen beantwortet werden.
Häufig gestellte Fragen und Inhalte der Podcast-Folgen sind unter anderem:
- Wie wird das Coronavirus übertragen?
- Was leisten Coronavirus-Schnelltests und wie funktionieren sie?
- Sind die Maßnahmen gegen das Coronavirus übertrieben?
- Für wen ist COVID-19 tödlich?
- Wie gut sind deutsche Krankenhäuser auf das Coronavirus und COVID-19 vorbereitet?

## Hintergrund
Am 26. Februar 2020 startete der NDR den Podcast „Coronavirus-Update“ mit dem Leiter der Virologie der Berliner Charité, Christian Drosten. Der MDR fragte daraufhin Alexander Kekulé an, der sich ebenfalls bereits öffentlich geäußert hatte.
Ende November 2020 erschien bei Ullstein Buchverlage das Buch zum Podcast Kekulés Corona-Kompass: Der Corona-Kompass, ISBN 978-3-550-20140-0.
In Folge 292 wurde bekannt, dass in Zukunft die Anzahl der Folgen von drei auf zwei pro Woche reduziert werden wird. Dafür startete am 31. März 2022 ein neuer Podcast mit Professor Kekulé, nämlich Kekulés Gesundheits-Kompass, der alle zwei Wochen am Donnerstag gesendet wird.
In Folge 321 am 30. Juni 2022 wurde eine weitere Reduzierung bekannt gegeben. Dieses Mal wird die Frequenz auf ein Viertel reduziert, statt zwei Folgen pro Woche wird in Zukunft nur noch alle zwei Wochen eine neue Folge veröffentlicht werden. Dies geschieht an den Donnerstagen, an denen der Gesundheits-Kompass pausiert.
In Folge 11 des Gesundheits-Kompass am 13. Oktober 2022 wurde dann jedoch wiederum bekannt gegeben, dass sich die Anzahl der Folgen des Corona-Kompass ab November 2022 wieder verdoppeln soll, es also pro Woche eine neue Folge geben soll. Ab Folge 329 erscheinen die neuen Folgen also im Wochentakt und zwar nun dienstags.

## Verbreitung
Der Podcast ist im MDR-Radio, über die Website des MDR, die ARD-Mediathek, YouTube, Apple Podcasts, Google Podcast und Spotify empfangbar. Bei den Podcasts für Apple-Plattformen lag er in Deutschland zeitweise auf Platz 2 hinter dem NDR-Podcast „Coronavirus-Update“. Der MDR gab in einer Pressemitteilung am 22. April 2020 an, der Podcast habe inzwischen 5 Millionen Audio-Abrufe, hinzu kämen 1,3 Millionen Abrufe bei YouTube. Aus diesem Grund wurde der Podcast zunächst bis Mitte Mai 2020 verlängert. Seit Juni erscheint der Podcast dreimal pro Woche, üblicherweise am Dienstag, Donnerstag und Samstag. Seit Folge 62 ist eine Textversion zum Download verfügbar.
Laut der extra-Ausgabe wurden bis September 2020 die 110 Folgen insgesamt fast 18 Millionen Mal abgerufen. Dazu kamen 850.000 Streams bei Spotify sowie rund 5 Millionen Abrufe bei YouTube. Der Podcast hat auch Hörer u. a. in den USA, in China, in Mexiko, in Frankreich und in Schweden. Im gesamten Jahr 2020 hatte der Podcast insgesamt über 30 Millionen Abrufe. Laut einer Presseinformation des MDR aus dem November 2021 im wurden die bis dahin 250 Folgen insgesamt 68 Mio. Mal abgerufen.

## Rezeption
Christian Drosten äußerte sich Mitte November 2020 im Interview zu Kekulés Podcast mit den Worten „Was Kekulé sagt, ist praktisch immer richtig“. Die Bayerische Landeszentrale für politische Bildungsarbeit empfiehlt den Podcast als „verlässliche Quelle“. In verschiedenen Medien wurde auf den Podcast Bezug genommen, z. B. bei watson.de, der Westdeutschen Zeitung, der Welt, dem Münchner Merkur und Focus Online.

## Folgen des Corona-Kompass
Der Ausstrahlungsturnus des Podcasts startete mit sechs Folgen pro Woche, reduzierte sich dann nach elf Wochen auf die Hälfte (drei Folgen pro Woche). Diesen Turnus behielt der Podcast bis zum März 2022 bei, wo mit dem neuen Gesundheitskompass-Podcast der Ausstrahlungsturnus auf zwei Folgen pro Woche reduziert wurde. Daraufhin wurde im Juni 2022 eine Reduzierung um ein Viertel bekannt gegeben, der Podcast erschien nun also nur noch einmal zweiwöchentlich. Im Oktober 2022 wurden dann wieder eine Verdopplung bekannt gegeben. Der Podcast erschien damit ab November 2022 wöchentlich. Der Podcast endete im Dezember 2023.
In einigen Ausgeben von Kekulés Gesundheits-Kompass griff Kekulé die Thematik des Corona-Kompass erneut auf:
- 40: Was Lupus und Long Covid verbindet (01.02.24)
- 41: Auf der Spur der letzten großen Corona-Rätsel (29.02.24)
- 44: RKI-Files: Skandalös oder banal? (11.04.24)
- 47: Corona-Update: "Pfizergate" und "FLiRT"-Variante (24.05.24)
- 56: Wie wir Corona aufarbeiten (10.10.24)

## Weitere verwandte Podcasts
- Kekulés Gesundheits-Kompass, MDR
- Coronavirus-Update, NDR
- Coronavirus – Doc Esser klärt auf, WDR
- Corona aktuell – Der Podcast der Bundesregierung[24]